# A Friend in London
A Friend in London (dt.: „Ein Freund in London“) war eine im Jahr 2005 gegründete dänische Indieband. Die Formation, die bis circa 2009 unter dem Namen ihres Frontsängers Tim Schou auftrat, kombiniert in ihren ausschließlich englischsprachigen Stücken Popmusik mit britischem Indie-Rock. 2011 vertrat die Band ihr Heimatland beim 56. Eurovision Song Contest in Düsseldorf.

## Geschichte

### Gründung und Auftritte in Dänemark und Kanada
A Friend in London wurde 2005 bei Proben auf einer Internatsschule in Vostrup, nahe dem Ringkøbing Fjord in Westjütland, von dem Sänger, Gitarristen und Songwriter Tim Schou, dem Gitarristen Sebastian Vinther, dem Bassisten Aske Damm Bramming und dem Schlagzeuger Esben Svane gegründet. Alle vier hatten sich bereits zwei Jahre zuvor kennengelernt. Schou war jedoch 2003 in den Schauspielkurs gewechselt, während Vinther, Damm Bramming und Svane Musikkurse belegt und gemeinsam Musik gemacht hatten. Getrennt von den dreien versuchte sich Schou am Gesang und dem Schreiben erster Songtexte, die bei seinen späteren Bandkollegen Anklang fanden. Als Schou 2005 den Musikwettbewerb Danish Young Talent gewann, gründete er gemeinsam mit den dreien die Band Tim Schou und es folgte die Aufnahme der ersten Single Thoughts of a Boheme. 2006 folgte eine Eigenproduktion aus vier Liedern und der Gewinn des dänischen Nachwuchsband-Wettbewerbs Worth listening to 2006.
Trotz des anfänglichen Erfolgs scheiterte die Band daran, einen Plattenvertrag zu erhalten. Tim Schou tourte daraufhin die folgenden Jahre durch Dänemark, wo die Musiker nach eigenem Bekunden bisher über 100 Auftritte absolvierten. Circa 2009 folgte die Umbenennung in A Friend in London, da der frühere Bandname Tim Schou einen Solo-Künstler vermuten ließ. Gleichzeitig klang A Friend in London internationaler und stärkte das Miteinander der Band. Inspiriert wurde der Name durch Reisen Schous nach London. Die Mitglieder von A Friend in London bezeichnen ihre Musik als eine Kombination aus der „Schlichtheit von Boyband-Pop mit der Komplexität von britisch beeinflussten Indie-Rock“, die durch Chor-Arrangements unterstützt wird.
Im Jahr 2008 feierte A Friend in London ihren bis dahin größten Erfolg. Die Indieband nahm am weltgrößten Bandwettbewerb Bodog Million Dollar Battle of the Bands teil und gewann das europäische Finale in London. 2009 folgte eine Einladung zum Musikfestival North by Northeast (NXNE) in Toronto. Daraufhin konzentrierte sich die Band neben Auftritten in ihrem Heimatland auf Tourneen in Kanada. Bis 2011 folgten drei Konzertreisen nach Ontario sowie Auftritte auf der Canadian Music Week und im kanadischen Fernsehen, was ihnen jenseits des Atlantiks eine gewisse Popularität einbrachte. Tim Schou bezeichnete das kanadische Publikum im Gegensatz zum dänischen als musikalischer und unterstützender.
Die dänische Radiostation P3 sorgte für das Airplay der Single Shoot Me, während der Fernsehsender TV 2 das Musikstück Dead Beat in einem Wettbewerb verwendete.

### Sieg beim dänischen Melodi Grand Prix und Plagiatsvorwürfe
Im Juni/Juli 2011 sollte nach der Veröffentlichung mehrerer ausschließlich englischsprachiger Musikvideos (unter anderem Now You’re Here und What a Way) ihr erstes Album folgen, das teilweise in Kanada produziert werden soll. Leadsänger Tim Schou gab an, bei den Stücken handle es sich um eine Kombination aus kommerziellem Pop und „Indie-Einflüssen“, die von Justin Bieber bis zu Radiohead reiche. Im selben Jahr nahmen A Friend in London am dänischen Vorentscheid zum Eurovision Song Contest (ESC), dem Dansk Melodi Grand Prix, teil. Ihr englischsprachiger Titel New Tomorrow wurde mit sechs weiteren Liedern aus insgesamt 663 Einsendungen ausgewählt. Drei Teilnehmer wurden intern bestimmt. Ende Februar 2011 setzte sich die favorisierte Band im entscheidenden Televoting gegen die intern ausgewählte Sängerin Anne Noa durch, die mit der Pop-Ballade Sleepless des ESC-Vorjahressiegers John Gordon angetreten war. Für den Pop-Rock-Song New Tomorrow zeigten sich die Melodi-Grand-Prix-erfahrenen Komponisten und Texter Lise Cabble und Jakob Schack Glæsner verantwortlich. A Friend in London vertrat Dänemark damit beim 56. Eurovision Song Contest am 12. Mai 2011 in Düsseldorf im zweiten Halbfinale, wo der Einzug in das zwei Tage später stattfindende Finale gelang. Dort belegten sie beim Sieg des aserbaidschanischen Duos Ell und Nikki den fünften Platz. Ähnlich wie beim Dansk Melodi Grand Prix waren die vier Bandmitglieder modisch dunkel gekleidet und traten mit als „alternativ“ beschriebenen Frisuren auf. Ebenfalls schoss Frontmann Tim Schou während des Beitrags einen mit Luft gefüllten riesigen Ball ins Publikum, den die Zuschauer selbst durch die Halle bewegen konnten.
New Tomorrow erreichte in den dänischen Singlecharts Platz zwei, während es in den Airplay-Charts auf Platz vier einstieg. Bereits kurz nach dem Sieg beim Melodi Grand Prix wurden die beiden Komponisten und Texter Lise Cabble und Jakob Schack Glæsner aber mit Plagiatsvorwürfen konfrontiert. Kritiker bemängelten, der Refrain von New Tomorrow erinnere stark an Sing for Me des Schweden Andreas Johnson aus dem Jahr 2006. Andere fühlten sich an den Song Face 2 Face der deutschen Band Future Trance United aus dem Jahr 2003 erinnert. Sowohl A Friend in London als auch Texter und Komponist Jakob Schack Glæsner dementierten, den schwedischen Titel gekannt zu haben, mit dem Johnson 2006 beim schwedischen Vorentscheid zum 51. Eurovision Song Contest einen dritten Platz belegt hatte. Glæsner hob als Verteidigung hervor, der Eindruck könne leicht entstehen, da der Song aus nur fünf Tönen bestehe. Henrik Smith-Sivertsen, Musikforscher an der Dänischen Königlichen Bibliothek in Kopenhagen, bewertete den Refrain im Vergleich zum schwedischen Lied als „nahezu identisch“, während Charakter, Melodie, Töne und Harmonien sehr typisch für die Kreation eines Popsongs seien.
Vor ihrem Auftritt beim Eurovision Song Contest hatte die Band Anfang März 2011 eine Einladung zur Canadian Musik Week erhalten. Gleichzeitig sollte damit eine weitere Tournee durch Kanada führen. Ende desselben Monats traten A Friend in London mit ihrem ESC-Beitrag im Finale der dänischen Version der Castingshow X Factor vor 40.000 Zuschauern auf.

### Erstes Studioalbum: Unite
Am 21. Januar 2013 erschien das erste Studioalbum Unite in Dänemark. Erste Singleauskopplung wurde Rest From the Streets mit Carly Rae Jepsen.
Vor der Veröffentlichung des Albums unterstützte die Band die New Kids on the Block und die Backstreet Boys bei ihren Europa-Tourneen. Dies hatte zur Folge, dass eine Version von New Tomorrow mit Howie D. von den Backstreet Boys als iTunes-Bonus-Track veröffentlicht wurde.
Am 29. Januar 2014 verkündete Páll „Tim“ Schou auf Facebook die Trennung der Band.

## Diskografie
Alben
- 2012: Smukfest 2012 (live)
- 2013: Unite

Singles
- 2005: Thoughts of a Boheme
- 2005: Dead Beat
- 2006: Shoot Me
- 2007: What a Way
- 2007: Freddie
- 2008: Break and Fall
- 2009: The Light
- 2010: Now You’re Here
- 2011: New Tomorrow
- 2012: New Tomorrow (vs. Crystal Lake)
- 2012: Calling a Friend
- 2012: Get Rich in Vegas
- 2013: Rest From the Streets